# アグネス大学
アグネス大学（アグネスだいがく、英語：Agnes University）は、アグネス・チャンが「学長」および「主任教授」役を務めたインターネット動画番組である。教育施設ではないため、日本の学校教育法に規定される大学ではない。2011年3月11日の最終講義配信をもって番組終了した。

## 概要

### 「学生」になるには
番組の公式サイトにて電子メールアドレスを登録した後、指示に従って学生登録手続きを行う。入学金や授業料は不要である。

### 受講の方法
番組の公式ウェブサイトにおいて、不定期にアップロードされるアグネス・チャン自身による講義の動画を視聴し、毎月1回、10文字以上400字程度のレポートを提出する。レポート課題は毎月の最終週に発表される。

### 「卒業」の方法
年間を通じて12回のレポートを期日までに提出すれば、番組企画としての「アグネス大学の卒業資格」が与えられる。

### 学生の利点
ソーシャル・ネットワーキング・サービス（SNS）ソフトを利用してログイン、レポート提出を行うシステムとなっており、「学生」同士の通信、交流、コミュニティー参加などが可能であった。

## 講義内容
番組では、アグネス・チャンの講義の模様を動画として収録し、インターネットを通じて配信していた。最新回の講義の動画はトップページから視聴することができる。2010年度分については、過去に配信された動画を別ページで視聴できるが、過年度分については視聴できない（2011年3月現在）。
2010年度の講義内容のタイトル例を以下に示す。
- 家庭円満の秘訣（第86回配信，最終回）
- バレンタインデー
- アグネス的花粉症対策について
- クリスマスについて
- ゆとり世代
- 子育て支援
- 母の日
- 五月病
- 児童ポルノについて
- 金銭感覚について
- ワールドカップ
- 児童虐待について
- 小さな祈り
- 自殺について
- 異常気象
- アグネス大学2010開校（第1回配信）

## 「アグネス大学」と「学位」

### アグネス「大学」という名称
番組に関してレコードチャイナのモバイル版ニュース記事（2009年4月1日配信）によれば、アグネス大学はインターネット通信大学であり、「一般教養学部」のみがあり、アグネス・チャンは「専任教授」であると述べている。
また、2010年9月現在の番組の公式サイトトップページでは、「インターネット動画番組」であると説明し、実際の教育機関の大学とは異なると記述されている。

### アグネス大学「卒業資格」
2010年9月現在の番組の公式ウェブサイトでは、アグネス大学の学位は日本の文部科学省認定の大学卒業資格とは全く異なる番組企画上の架空の学位であり、実際の大学の卒業資格とは異なり、何の効力もなく、履歴書等に記載することは出来ないとの注意書きがある。アグネス大学を「卒業」するには、年間計12回のレポートを提出すればよく、途中「入学」した場合は、過去にさかのぼって年度中にレポートを提出すれば、「卒業」資格が得られるという。番組から授与される「学位」について、レコードチャイナのモバイル版ニュース記事（2009年4月1日配信）では、学士号の認定が下りる、という表現を用いている。一度卒業した「学生」であっても、翌年も入学や卒業することができた。
2009年度卒業生は、3000円の参加費を支払うことで、卒業式とパーティーに出席することができた。卒業式にはアグネス・チャン自らが出席し、卒業生らには卒業証書が授与された。
アグネス・チャンのブログ『アグネスちゃんこ鍋』（2010年3月28日20:56:22付）によれば、東京都内のホテルに一期生の卒業者120人中37名が集まり、「アグネス大学卒業証書授与式」が開催された。授与式では、来賓（レコードチャイナ社長）の挨拶、正装（スタンフォード大学教育学部の博士のガウン）したアグネス・チャン「学長」の挨拶、学生代表の挨拶、卒業証書の贈呈式、校歌合唱、記念撮影等が行われた。卒業者に対する記念品は、「アグネス大学のコップ」であった。
2010年度の卒業式は、2011年3月11日の番組配信にて行われ、記念品は「アグネス大学のマウスパッド」であった。

### 「アグネス大学」の「修士課程」及び「博士課程」
アグネス大学事務局から、アグネス大学第1期卒業生に2010年5月付けで送付された書面「アグネス大学第1期卒業生の皆様」によれば、番組の「卒業生」が再び登録すれば「修士課程」にステージアップするとし、3年目は「博士課程」になると称している。「修士課程」、「博士課程」としての募集や番組配信は実施されなかった。

### 学校教育法との関連
ディプロマミル研究で知られる静岡県立大学教授の小島茂は、アグネス大学が発行する「学位」なるものについて「アグネス大学内でのみ通用する学位でマクドナルド大学と似ている」と指摘したうえで「ディプロマミルの目的は収益にある。ときには洗脳による思想の普及もある。アグネス大学は一種のファンづくり、サポーターづくりが目的のように見える」と論じている。